# トム・ケリー (ミュージシャン)
トム・ケリー（Tom Kelly、1952年4月16日 - ）は、ビリー・スタインバーグとの作曲におけるパートナーシップで最もよく知られているアメリカ合衆国のミュージシャンである。スタインバーグとケリーは、1980年代のBillboard Hot 100チャートにおける5曲のナンバーワン・シングルを含む、ポピュラー・ミュージック・アーティスト向けに数多くのヒット曲を共同で作曲した。

## 初期の経歴
ケリーはもともとインディアナ州出身で、1963年から1966年までイリノイ州エフィンガムで生活した後、インディアナ州ウェストラファイエットに戻り、1967年にウェストラファイエット高校を卒業した。ケリーは東イリノイ大学、南イリノイ大学カーボンデール校、パデュー大学に通っていたが、音楽のキャリアを追求するために大学を中退した。ベースを演奏し、1960年代後半から1970年代初頭にかけて、イリノイ州やインディアナ州のいくつかのバンドで歌った。これには、「Trifaris」「Gaping Huggers」「One Eyed Jacks」「Guild」といったバンドが含まれている。
1974年、ケリーは最初の妻と2人の子供とともにロサンゼルスに引っ越した。彼はダン・フォーゲルバーグのバックバンドで演奏し、フールズ・ゴールド (Fools Gold)と名乗りバンドの他のメンバーと協力して、1976年と1977年に2枚のアルバムをリリースした。1979年のワールドツアーにおいてバッキング・ボーカリストおよびリズム・ギタリストとしてTOTOに同行し、『TOTO IV〜聖なる剣〜』『アイソレーション』『ザ・セブンス・ワン〜第7の剣〜』という各アルバムでバックボーカルを歌った。1981年、パット・ベネターによる彼の最初のヒット曲「Fire and Ice」を書き上げた。これは彼女のアルバム『プレシャス・タイム』に収録されている。

## ビリー・スタインバーグとのパートナーシップ
ケリーが1981年のパーティにてビリー・スタインバーグと出会った後、デュオとして一緒に曲を書くようになり、スタインバーグは作詞家、ケリーは主に作曲家を務めた。スタインバーグとケリーは、Billboard Hot 100チャートでナンバーワンとなったシングル5作をはじめ、さまざまなポピュラー・ミュージック・アーティストのために曲を書いた。2人はまた、アイ・テン (i-Ten)というグループ名義で活動し、1983年にアルバム『テイキング・ア・コールド・ルック』をリリースした。
スタインバーグとケリーが書いた注目すべき曲は次のとおり。
- 「トゥルー・カラーズ」 - "True Colors" : シンディ・ローパー、フィル・コリンズが録音
- 「アローン」 - "Alone" : オリジナルは彼らのバンド「アイ・テン」。ハート、セリーヌ・ディオンが録音
- 「恋の手ほどき IN YOUR ROOM」 - "In Your Room" : バングルスが録音 (スザンナ・ホフスと共作)
- 「エターナル・フレーム」 - "Eternal Flame" : バングルスが録音 (スザンナ・ホフスと共作)
- 「涙のオールナイト・ドライヴ」 - "I Drove All Night" : シンディ・ローパー、ロイ・オービソン、セリーヌ・ディオンが録音
- "I'll Stand by You" : プリテンダーズが録音 (クリッシー・ハインドと共作)
- 「アイ・タッチ・マイセルフ」 - "I Touch Myself" : ディヴァイナルズが録音 (クリッシー・アンフレット、マーク・マッケンティーと共作)
- 「ライク・ア・ヴァージン」 - "Like a Virgin" : マドンナが録音
- 「やさしくエモーション」 - "So Emotional" : ホイットニー・ヒューストンが録音

スタインバーグとケリーは、2011年にソングライターの殿堂入りを果たした。

## その後の人生
REOスピードワゴンがケヴィン・クローニンとレコーディングした「涙のドリーム (In My Dreams)」をケリーは共同で作曲したが、1990年代半ばになると作詞作曲への熱意を失い、1998年に半引退した。2011年現在、シャーウッド・カントリー・クラブ近くのカリフォルニア州サウザンドオークスで生活しており、定期的にゴルフを楽しんでいる。